# FA Cup 2006/07
Der FA Cup 2006/07 war die 126. Ausgabe des ältesten Fußballwettbewerbs, des FA Cups.
Mit 687 Mannschaften, die an der ersten Qualifikationsrunde im August 2006 teilnahmen, wurde ein Rekord aufgestellt. Das Finale fand am 19. Mai 2007 im neuen Wembley-Stadion statt. Der Sieg war mit 1 Million £ dotiert. Sieger dieser Austragung war der FC Chelsea.

## Kalender
| Runde                              | Datum              | Spiele | Vereine   | Neueinstiege   | Prämien    | Spieler der Runde                |
| ---------------------------------- | ------------------ | ------ | --------- | -------------- | ---------- | -------------------------------- |
| Extra Vorrunde                     | 19. August 2006    | 129    | 687 → 558 | keine          | £500       |                                  |
| Vorrunde                           | 2. September 2006  | 166    | 558 → 392 | 203: 227.–429. | £1.000     |                                  |
| Erste Qualifikationsrunde          | 16. September 2006 | 116    | 392 → 276 | 66: 161.–226.  | £2.250     | Matt Lewis (Halesowen Town)      |
| Zweite Qualifikationsrunde         | 30. September 2006 | 80     | 276 → 196 | 44: 117.–160.  | £3.750     | Gary McPhee (Nuneaton Borough)   |
| Dritte Qualifikationsrunde         | 14. Oktober 2006   | 40     | 196 → 156 | keine          | £5.000     | Byron Bubb (AFC Wimbledon)       |
| Vierte Qualifikationsrunde         | 28. Oktober 2006   | 32     | 156 → 124 | 24: 93.–116.   | £10.000    | Paul Booth (FC Lewes)            |
| Erste Hauptrunde                   | 11. November 2006  | 40     | 124 → 84  | 48: 45.–92.    | £16.000    | Kris Commons (Nottingham Forest) |
| Zweite Hauptrunde                  | 2. Dezember 2006   | 20     | 84 → 64   | keine          | £24.000    | Phil Jevons (Bristol City)       |
| Dritte Hauptrunde                  | 6. Januar 2007     | 32     | 64 → 32   | 44: 1.–44.     | £40.000    | Jason Puncheon (FC Barnet)       |
| Vierte Hauptrunde                  | 27. Januar 2007    | 16     | 32 → 16   | keine          | £60.000    | Jamie McAllister (Bristol City)  |
| Fünfte Hauptrunde (Achtelfinale)   | 17. Februar 2007   | 8      | 16 → 8    | keine          | £120.000   | Adam Federici (FC Reading)       |
| Sechste Hauptrunde (Viertelfinale) | 10. März 2007      | 4      | 8 → 4     | keine          | £300.000   | Frank Lampard (FC Chelsea)       |
| Halbfinale                         | 14. April 2007     | 2      | 4 → 2     | keine          | £900.000   | Wayne Rooney (Manchester United) |
| Finale                             | 19. Mai 2007       | 1      | 2 → 1     | keine          | £1.000.000 |                                  |

## Modus
kompletter Überblick bei: FA Cup
Der FA Cup wird in Runden ausgespielt. Teilnehmen kann jede Mannschaft, die ein bestimmtes Leistungsniveau hat und ein angemessenes Spielfeld besitzt. Gespielt wird in der Regel nur mit einem Spiel. Bei Unentschieden findet ein Wiederholungsspiel statt. Endet das Wiederholungsspiel ebenfalls unentschieden, geht das Spiel in die Verlängerung und gegebenenfalls ins Elfmeterschießen. Dieser Modus geht bis zur sechsten Hauptrunde (entspricht dem Viertelfinale). Ab dem Halbfinale gibt es nur ein Spiel, gegebenenfalls mit Verlängerung und Elfmeterschießen.
Einige Mannschaften waren von bestimmten Runden freigestellt:
- In der zweiten Qualifikationsrunde kamen die Mannschaften der Conference North/South (6. Spielklasse des englischen Ligabetriebes) hinzu.
- In der vierten Qualifikationsrunde kamen die Mannschaften der Conference National (5. Spielklasse des englischen Ligabetriebes) hinzu.
- In der ersten Hauptrunde kamen die Mannschaften der League One und Two der Football League (3. und 4. Spielklasse des englischen Ligabetriebes) hinzu.
- In der dritten Hauptrunde am ersten Januarwochenende kamen die Mannschaften der Football League Championship (2. Spielklasse des englischen Ligabetriebes) und Premier League (1. Spielklasse des englischen Ligabetriebes) hinzu.

Die Halbfinalspiele fanden auf neutralem Platz, das Finale im Wembley-Stadion statt.
Jeder Sieger erhielt eine Prämie aus den Fernsehgeldern, die nach Runden gestaffelt war.

## Hauptrunde

### Erste Hauptrunde
| Datum        |                        | Ergebnis |                        |
| ------------ | ---------------------- | -------- | ---------------------- |
| 10. November | Cheltenham Town        | 0:0      | Scunthorpe United      |
| 11. November | AFC Barrow             | 2:3      | Bristol Rovers         |
| 11. November | AFC Bournemouth        | 4:0      | Boston United          |
| 11. November | Wycombe Wanderers      | 2:1      | Oxford United          |
| 11. November | Peterborough United    | 3:0      | Rotherham United       |
| 11. November | Torquay United         | 2:1      | FC Leatherhead         |
| 11. November | FC Morecambe           | 2:1      | Kidderminster Harriers |
| 11. November | Tranmere Rovers        | 4:2      | FC Woking              |
| 11. November | Salisbury City FC      | 3:0      | Fleetwood Town         |
| 11. November | Chelmsford City        | 1:1      | Aldershot Town         |
| 11. November | Nottingham Forest      | 5:0      | FC Yeading             |
| 11. November | Stafford Rangers       | 1:1      | Maidenhead United      |
| 11. November | Shrewsbury Town        | 0:0      | Hereford United        |
| 11. November | Northampton Town       | 0:0      | Grimsby Town           |
| 11. November | AFC Wrexham            | 1:0      | Stevenage Borough      |
| 11. November | FC Chesterfield        | 0:1      | Basingstoke Town       |
| 11. November | Gainsborough Trinity   | 1:3      | FC Barnet              |
| 11. November | FC Lewes               | 1:4      | FC Darlington          |
| 11. November | Clevedon Town          | 1:4      | Chester City           |
| 11. November | Rushden & Diamonds     | 3:1      | Yeovil Town            |
| 11. November | Burton Albion          | 1:2      | FC Tamworth            |
| 11. November | FC Brentford           | 0:1      | Doncaster Rovers       |
| 11. November | FC Gillingham          | 4:1      | FC Bromley             |
| 11. November | York City              | 0:1      | Bristol City           |
| 11. November | Bishop’s Stortford     | 3:5      | King’s Lynn            |
| 11. November | Exeter City            | 1:2      | Stockport County       |
| 11. November | Newport County         | 1:3      | Swansea City           |
| 11. November | Kettering Town         | 3:4      | Oldham Athletic        |
| 11. November | AFC Rochdale           | 1:1      | Hartlepool United      |
| 11. November | Brighton & Hove Albion | 8:0      | Northwich Victoria     |
| 11. November | Mansfield Town         | 1:0      | Accrington Stanley     |
| 11. November | Bradford City          | 4:0      | Crewe Alexandra        |
| 11. November | Leyton Orient          | 2:1      | Notts County           |
| 11. November | Swindon Town           | 3:1      | Carlisle United        |
| 11. November | Huddersfield Town      | 0:1      | FC Blackpool           |
| 11. November | Port Vale              | 2:1      | Lincoln City           |
| 12. November | FC Weymouth            | 2:2      | FC Bury                |
| 12. November | Farsley Celtic         | 0:0      | Milton Keynes Dons     |
| 13. November | Havant & Waterlooville | 1 1:2 1  | FC Millwall            |
| 13. November | Macclesfield Town      | 0:0      | FC Walsall             |

Wiederholungsspiele
| Datum        |                    | Ergebnis        |                   |
| ------------ | ------------------ | --------------- | ----------------- |
| 20. November | Hartlepool United  | 0:0 (4:2 i. E.) | AFC Rochdale      |
| 21. November | Scunthorpe United  | 2:0             | Cheltenham Town   |
| 21. November | Aldershot Town     | 2:0             | Chelmsford City   |
| 21. November | Maidenhead United  | 0:2             | Stafford Rangers  |
| 21. November | Hereford United    | 2:0             | Shrewsbury Town   |
| 21. November | Grimsby Town       | 0:2             | Northampton Town  |
| 21. November | FC Bury            | 4:3             | FC Weymouth       |
| 21. November | Milton Keynes Dons | 2:0             | Farsley Celtic    |
| 21. November | FC Walsall         | 0:1             | Macclesfield Town |

### Zweite Hauptrunde
| Datum       |                        | Ergebnis |                     |
| ----------- | ---------------------- | -------- | ------------------- |
| 1. Dezember | Bradford City          | 0:0      | FC Millwall         |
| 1. Dezember | Stockport County       | 2:1      | Wycombe Wanderers   |
| 1. Dezember | King’s Lynn            | 0:2      | Oldham Athletic     |
| 2. Dezember | Hereford United        | 4:0      | Port Vale           |
| 2. Dezember | Aldershot Town         | 1:1      | Basingstoke Town    |
| 2. Dezember | FC Barnet              | 4:1      | Northampton Town    |
| 2. Dezember | Brighton & Hove Albion | 3:0      | Stafford Rangers    |
| 2. Dezember | Bristol Rovers         | 1:1      | AFC Bournemouth     |
| 2. Dezember | Scunthorpe United      | 0:2      | AFC Wrexham         |
| 2. Dezember | FC Darlington          | 1:3      | Swansea City        |
| 2. Dezember | Milton Keynes Dons     | 0:2      | FC Blackpool        |
| 2. Dezember | Macclesfield Town      | 2:1      | Hartlepool United   |
| 2. Dezember | Mansfield Town         | 1:1      | Doncaster Rovers    |
| 2. Dezember | Rushden & Diamonds     | 1:2      | FC Tamworth         |
| 2. Dezember | Swindon Town           | 1:0      | FC Morecambe        |
| 2. Dezember | Torquay United         | 1:1      | Leyton Orient *     |
| 2. Dezember | Tranmere Rovers        | 1:2      | Peterborough United |
| 2. Dezember | FC Bury                | 2:2      | Chester City        |
| 3. Dezember | Bristol City           | 4:3      | FC Gillingham       |
| 3. Dezember | Salisbury City FC      | 1:1      | Nottingham Forest   |

Wiederholungsspiele
| Datum        |                   | Ergebnis  |                   |
| ------------ | ----------------- | --------- | ----------------- |
| 12. Dezember | Basingstoke Town  | 1:3       | Aldershot Town    |
| 12. Dezember | AFC Bournemouth   | 0:1       | Bristol Rovers    |
| 12. Dezember | Chester City      | 1 1:3 1   | FC Bury           |
| 12. Dezember | Doncaster Rovers  | 2:0       | Mansfield Town    |
| 12. Dezember | Leyton Orient     | 1:2       | Torquay United    |
| 12. Dezember | FC Millwall       | 1:0 n. V. | Bradford City     |
| 12. Dezember | Nottingham Forest | 2:0       | Salisbury City FC |

### Dritte Hauptrunde
| Datum     |                         | Ergebnis |                        |
| --------- | ----------------------- | -------- | ---------------------- |
| 5. Januar | Bristol Rovers          | 1:0      | Hereford United        |
| 5. Januar | Stoke City              | 2:0      | FC Millwall            |
| 6. Januar | FC Tamworth             | 1:4      | Norwich City           |
| 6. Januar | Birmingham City         | 2:2      | Newcastle United       |
| 6. Januar | FC Blackpool            | 4:2      | Aldershot Town         |
| 6. Januar | Bristol City            | 3:3      | Coventry City          |
| 6. Januar | Chester City            | 0:0      | Ipswich Town           |
| 6. Januar | FC Chelsea              | 6:1      | Macclesfield Town      |
| 6. Januar | Crystal Palace          | 2:1      | Swindon Town           |
| 6. Januar | Derby County            | 3:1      | AFC Wrexham            |
| 6. Januar | Hull City               | 1:1      | FC Middlesbrough       |
| 6. Januar | Leicester City          | 2:2      | FC Fulham              |
| 6. Januar | Doncaster Rovers        | 0:4      | Bolton Wanderers       |
| 6. Januar | Peterborough United     | 1:1      | Plymouth Argyle        |
| 6. Januar | FC Portsmouth           | 2:1      | Wigan Athletic         |
| 6. Januar | Preston North End       | 1:0      | FC Sunderland          |
| 6. Januar | Queens Park Rangers     | 2:2      | Luton Town             |
| 6. Januar | Nottingham Forest       | 2:0      | Charlton Athletic      |
| 6. Januar | Sheffield United        | 0:3      | Swansea City           |
| 6. Januar | Southend United         | 1:1      | FC Barnsley            |
| 6. Januar | Torquay United          | 0:2      | FC Southampton         |
| 6. Januar | FC Watford              | 4:1      | Stockport County       |
| 6. Januar | West Bromwich Albion    | 3:1      | Leeds United           |
| 6. Januar | West Ham United         | 3:0      | Brighton & Hove Albion |
| 6. Januar | Wolverhampton Wanderers | 2:2      | Oldham Athletic        |
| 6. Januar | FC Liverpool            | 1:3      | FC Arsenal             |
| 7. Januar | Manchester United       | 2:1      | Aston Villa            |
| 7. Januar | FC Everton              | 1:4      | Blackburn Rovers       |
| 7. Januar | Sheffield Wednesday     | 1:1      | Manchester City        |
| 7. Januar | Cardiff City            | 0:0      | Tottenham Hotspur      |
| 9. Januar | FC Barnet               | 2:1      | Colchester United      |
| 9. Januar | FC Reading              | 3:2      | FC Burnley             |

Wiederholungsspiele
| Datum      |                   | Ergebnis |                         |
| ---------- | ----------------- | -------- | ----------------------- |
| 16. Januar | FC Barnsley       | 0:2      | Southend United         |
| 16. Januar | Coventry City     | 0:2      | Bristol City            |
| 16. Januar | Ipswich Town      | 1:0      | Chester City            |
| 16. Januar | Oldham Athletic   | 0:2      | Wolverhampton Wanderers |
| 16. Januar | Plymouth Argyle   | 2:1      | Peterborough United     |
| 16. Januar | Manchester City   | 2:1      | Sheffield Wednesday     |
| 16. Januar | FC Middlesbrough  | 4:3      | Hull City               |
| 17. Januar | FC Fulham         | 4:3      | Leicester City          |
| 17. Januar | Newcastle United  | 1:5      | Birmingham City         |
| 17. Januar | Tottenham Hotspur | 4:0      | Cardiff City            |
| 23. Januar | Luton Town        | 1:0      | Queens Park Rangers     |

### Vierte Hauptrunde
| Datum      |                         | Ergebnis |                      |
| ---------- | ----------------------- | -------- | -------------------- |
| 27. Januar | Luton Town              | 0:4      | Blackburn Rovers     |
| 27. Januar | FC Barnet               | 0:2      | Plymouth Argyle      |
| 27. Januar | Birmingham City         | 2:3      | FC Reading           |
| 27. Januar | FC Blackpool            | 1:1      | Norwich City         |
| 27. Januar | Bristol City            | 2:2      | FC Middlesbrough     |
| 27. Januar | Crystal Palace          | 0:2      | Preston North End    |
| 27. Januar | Derby County            | 1:0      | Bristol Rovers       |
| 27. Januar | FC Fulham               | 3:0      | Stoke City           |
| 27. Januar | Ipswich Town            | 1:0      | Swansea City         |
| 27. Januar | Tottenham Hotspur       | 3:1      | Southend United      |
| 27. Januar | West Ham United         | 0:1      | FC Watford           |
| 27. Januar | Manchester United       | 2:1      | FC Portsmouth        |
| 28. Januar | Wolverhampton Wanderers | 0:3      | West Bromwich Albion |
| 28. Januar | FC Chelsea              | 3:0      | Nottingham Forest    |
| 28. Januar | Manchester City         | 3:1      | FC Southampton       |
| 28. Januar | FC Arsenal              | 1:1      | Bolton Wanderers     |

Wiederholungsspiele
| Datum       |                  | Ergebnis              |              |
| ----------- | ---------------- | --------------------- | ------------ |
| 13. Februar | Norwich City     | 3:2 n. V.             | FC Blackpool |
| 13. Februar | FC Middlesbrough | 2:2 n. V. (5:4 i. E.) | Bristol City |
| 14. Februar | Bolton Wanderers | 1:3 n. V.             | FC Arsenal   |

### Achtelfinale
| Datum       |                   | Ergebnis |                      |
| ----------- | ----------------- | -------- | -------------------- |
| 17. Februar | FC Arsenal        | 0:0      | Blackburn Rovers     |
| 17. Februar | FC Chelsea        | 4:0      | Norwich City         |
| 17. Februar | FC Middlesbrough  | 2:2      | West Bromwich Albion |
| 17. Februar | Plymouth Argyle   | 2:0      | Derby County         |
| 17. Februar | FC Watford        | 1:0      | Ipswich Town         |
| 17. Februar | Manchester United | 1:1      | FC Reading           |
| 18. Februar | Preston North End | 1:3      | Manchester City      |
| 18. Februar | FC Fulham         | 0:4      | Tottenham Hotspur    |

Wiederholungsspiele
| Datum       |                      | Ergebnis              |                   |
| ----------- | -------------------- | --------------------- | ----------------- |
| 27. Februar | West Bromwich Albion | 1:1 n. V. (4:5 i. E.) | FC Middlesbrough  |
| 27. Februar | FC Reading           | 2:3                   | Manchester United |
| 28. Februar | Blackburn Rovers     | 1:0                   | FC Arsenal        |

### Viertelfinale
| Datum    |                  | Ergebnis |                   |
| -------- | ---------------- | -------- | ----------------- |
| 10. März | FC Middlesbrough | 2:2      | Manchester United |
| 11. März | FC Chelsea       | 3:3      | Tottenham Hotspur |
| 11. März | Blackburn Rovers | 2:0      | Manchester City   |
| 11. März | Plymouth Argyle  | 0:1      | FC Watford        |

Wiederholungsspiele
| Datum    |                   | Ergebnis |                  |
| -------- | ----------------- | -------- | ---------------- |
| 19. März | Manchester United | 1:0      | FC Middlesbrough |
| 19. März | Tottenham Hotspur | 1:2      | FC Chelsea       |

### Halbfinale
| Datum     |                  | Ergebnis  |                   | Ort (Stadion)             |
| --------- | ---------------- | --------- | ----------------- | ------------------------- |
| 14. April | FC Watford       | 1:4       | Manchester United | Birmingham (Villa Park)   |
| 15. April | Blackburn Rovers | 1:2 n. V. | FC Chelsea        | Manchester (Old Trafford) |

## Finale
| FC Chelsea                                        | FC Chelsea | Manchester United | Manchester United | Aufstellung                                    |
| ------------------------------------------------- | --- | --- | ----------------- | ---------------------------------------------- |
| FC Chelsea                                        | \| Samstag, 19. Mai 2007 in London (Wembley-Stadion) \| \| Ergebnis: 1:0 n. V. \| \| Zuschauer: 89.826 \| \| Schiedsrichter: Steve Bennett \| \| Spielbericht \| | \| Samstag, 19. Mai 2007 in London (Wembley-Stadion) \| \| Ergebnis: 1:0 n. V. \| \| Zuschauer: 89.826 \| \| Schiedsrichter: Steve Bennett \| \| Spielbericht \| | Manchester United | Aufstellung FC Chelsea gegen Manchester United |
| FC Chelsea                                        | Petr Čech – Paulo Ferreira, Michael Essien, John Terry , Wayne Bridge – John Obi Mikel, Claude Makélélé, Frank Lampard – Shaun Wright-Phillips (93. Salomon Kalou), Didier Drogba, Joe Cole (46. Arjen Robben, 108. Ashley Cole) Cheftrainer: José Mourinho ( Portugal) | Edwin van der Sar – Wes Brown, Rio Ferdinand, Nemanja Vidić, Gabriel Heinze – Darren Fletcher (92. Alan Smith), Paul Scholes, Michael Carrick (112. John O’Shea), Cristiano Ronaldo – Ryan Giggs – Wayne Rooney (112. Ole Gunnar Solskjær) Cheftrainer: Alex Ferguson ( Schottland) | Manchester United | Aufstellung FC Chelsea gegen Manchester United |
| FC Chelsea                                        | 1:0 Didier Drogba (116.) | | Manchester United | Aufstellung FC Chelsea gegen Manchester United |
| FC Chelsea                                        | Claude Makélélé (83.), Salomon Kalou (119.), Paolo Ferreira (120.) und Ashley Cole (120.) | Paul Scholes (58.), Nemanja Vidić (84.) und Alan Smith (105.) | Manchester United | Aufstellung FC Chelsea gegen Manchester United |
| Samstag, 19. Mai 2007 in London (Wembley-Stadion) | | |                   |                                                |
| Ergebnis: 1:0 n. V.                               | | |                   |                                                |
| Zuschauer: 89.826                                 | | |                   |                                                |
| Schiedsrichter: Steve Bennett                     | | |                   |                                                |
| Spielbericht                                      | | |                   |                                                |